# 摂末社

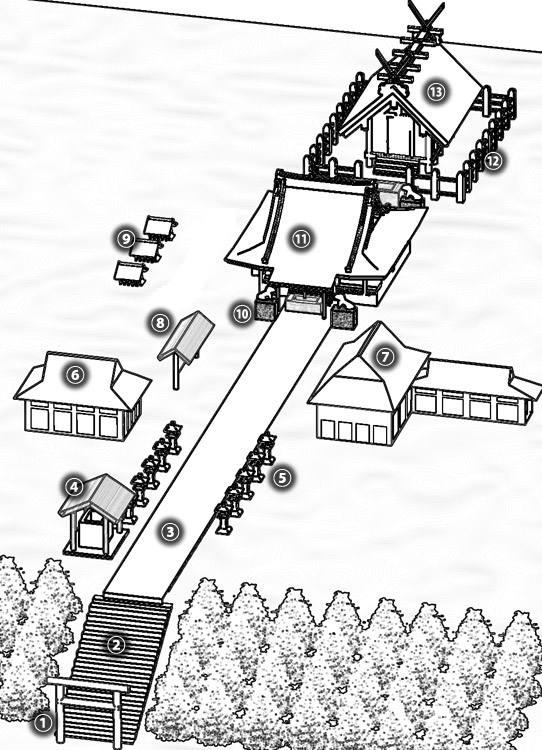
上図の９が摂末社にあたる。

摂末社（せつまつしゃ）とは、神社本社とは別に、その神社の管理に属し、その境内または神社の附近の境外にある小規模な神社のことで、摂社（せっしゃ）と末社（まっしゃ）と併せた呼称である。枝宮（えだみや）・枝社（えだやしろ）ともいう。

## 概要
現在は摂末社に関する規定は特にないが、一般には、摂社はその神社の祭神と縁故の深い神を祀った神社、末社はそれ以外のものと区別され、格式は本社が最も高くそれに次いで摂社そして末社の順とされる。本社の境内にあるものを境内摂社（けいだいせっしゃ）または境内社、境外に独立の敷地を持つものを境外摂社（けいがいせっしゃ）または境外社という。
明治から戦前までの近代社格制度では、官国幣社の摂社は以下のいずれかを満たすものとされ、それ以外は末社とされた。
- 本社の祭神の后神・御子神等、系譜的に連なる神を祀る神社
- 本社の祭神の荒魂を祀る神社
- 本社の地主神（祭神が現在地に遷座する前に当地に祀られていた神）を祀る神社
- その他、特別の由諸がある神社

伊勢神宮については、『延喜式神名帳』に記載のあるもの（式内社）を摂社、『延暦儀式帳』に記載のあるものを末社、両書に未記載だが神宮との密接な関係により古くから祀られてきたものを所管社と称している。府県社以下の諸社（民社）については、境内神社・境外神社の呼称を使用した。

## 誤用・派生義
総本社（総本宮）に対する分社のことを末社と呼ぶ例があるが、これは仏教寺院の末寺からの類推と、神社の性質への誤解（神仏習合の影響による寺院との混同）から生まれた誤用である。
かつては、仏教の末寺と同様に、支配・被支配関係を持つ神社同士の関係も存在したが、近代以降は、全ての神社が独立した組織となり、原則として本末関係は存在しない。前近代において、被支配関係にある神社を「末社」と呼称したのかどうかは不明である（八幡のように別宮などと呼んだ例はある）。
幇間（太鼓持ち）のことを、「大尽（大神）を取り巻く」ことから末社ともいう。

## 写真集

### 摂社

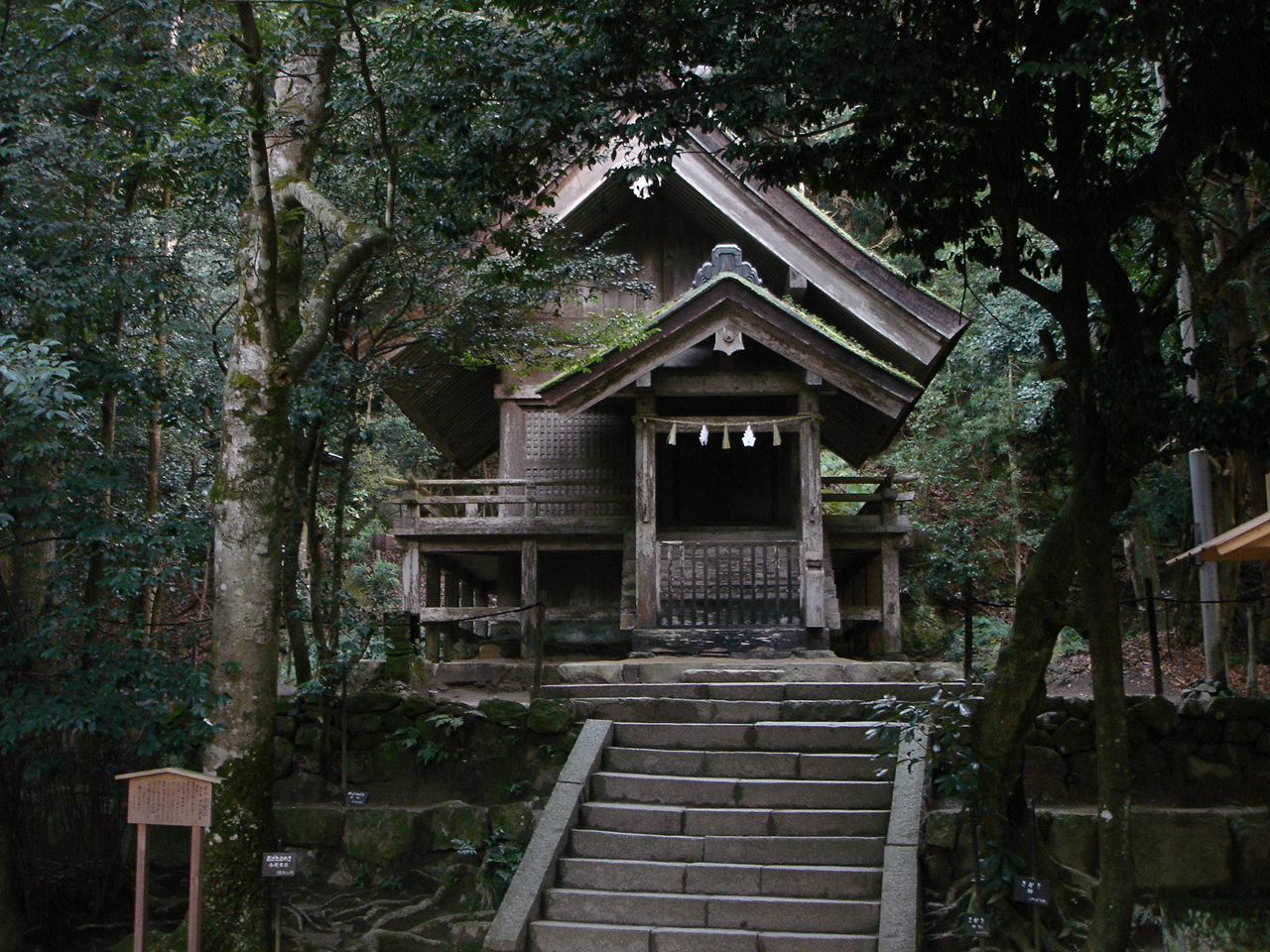
出雲大社の摂社・素鵞社
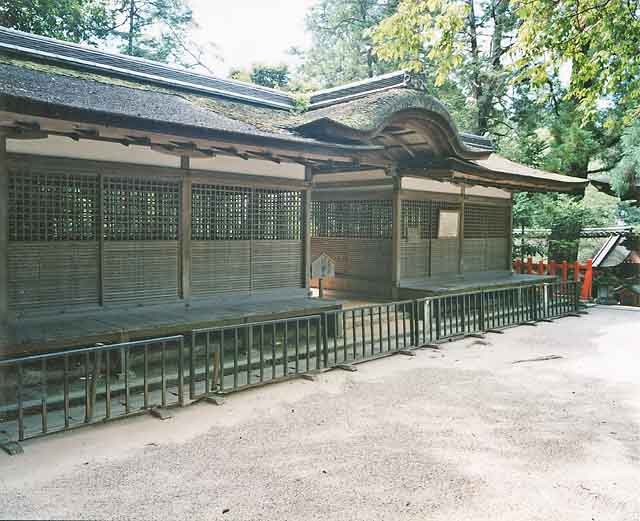
石上神宮の摂社・出雲建雄神社拝殿（国宝）
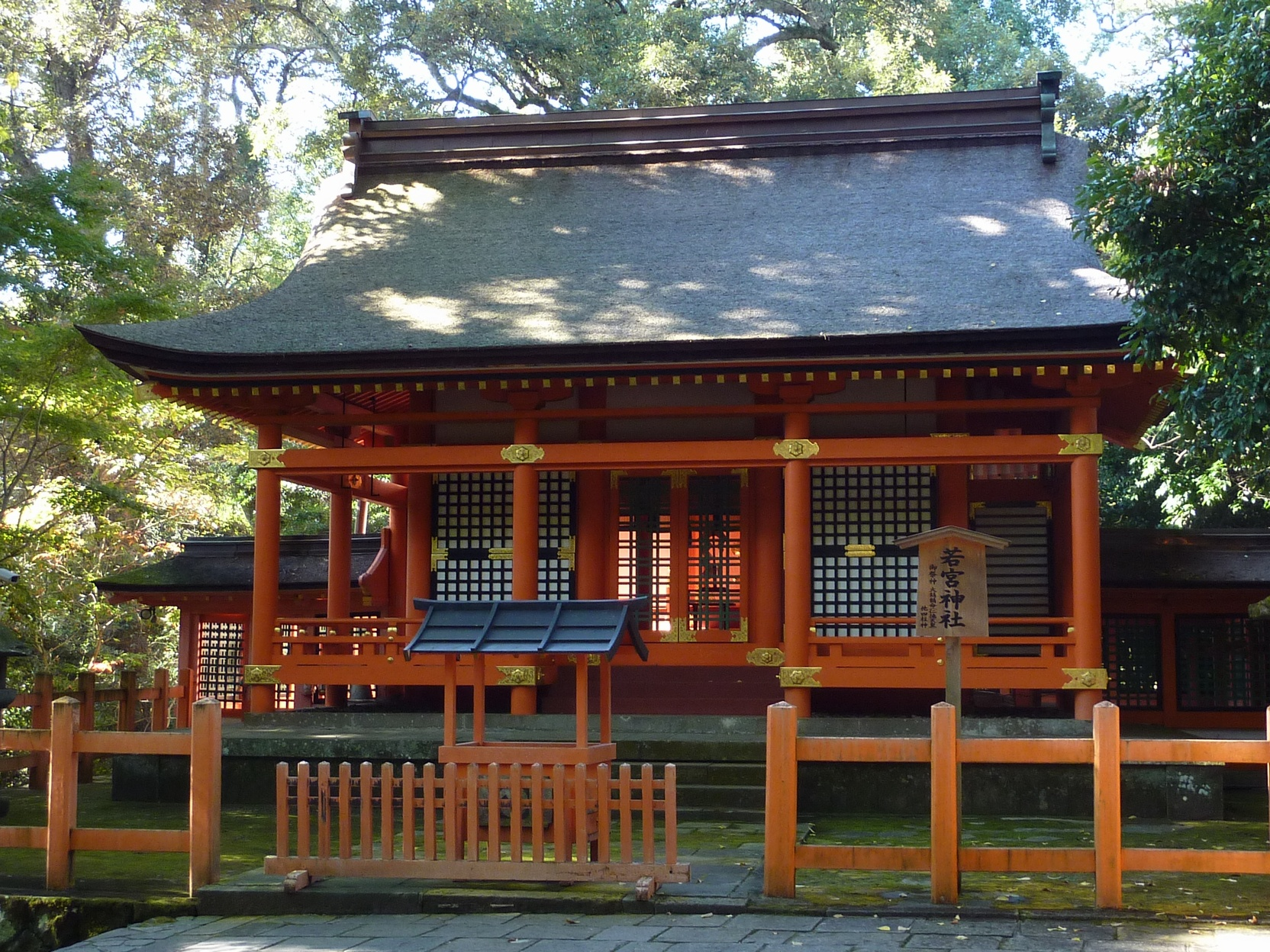
宇佐神宮の摂社・若宮神社
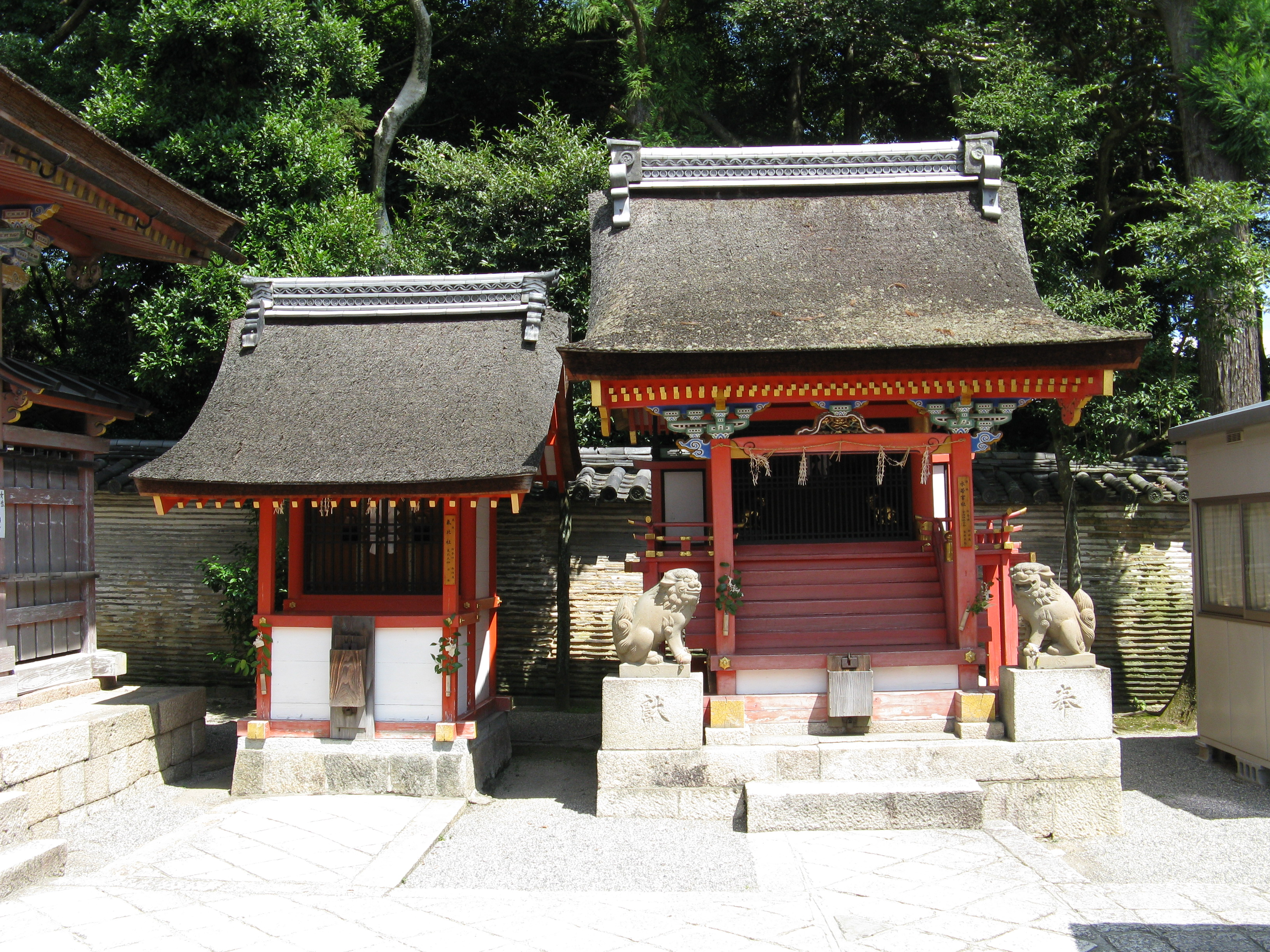
石清水八幡宮の摂社・気比社（左）と水若宮社（重文）
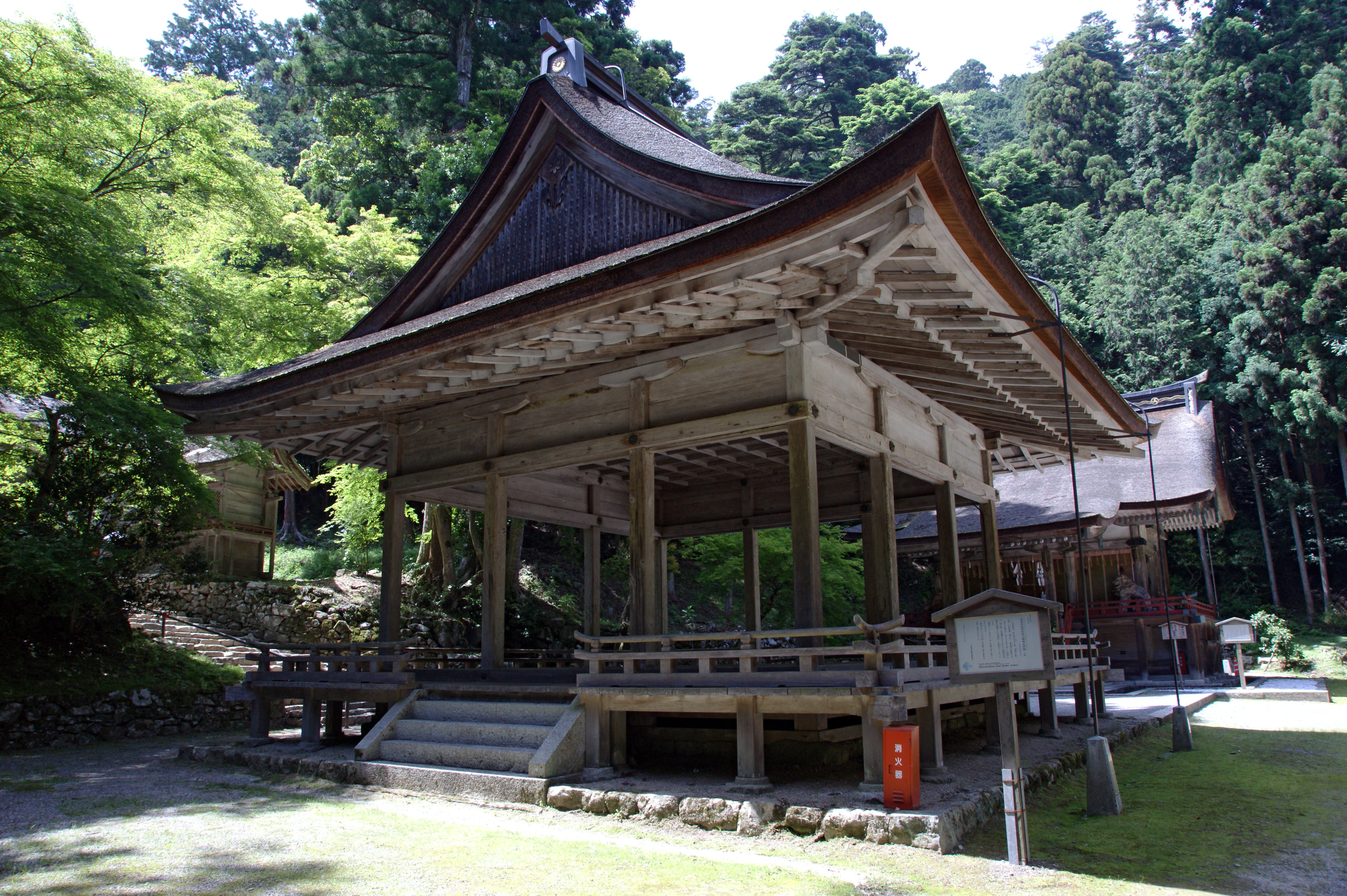
日吉大社の摂社・白山姫神社拝殿と本殿（重文）
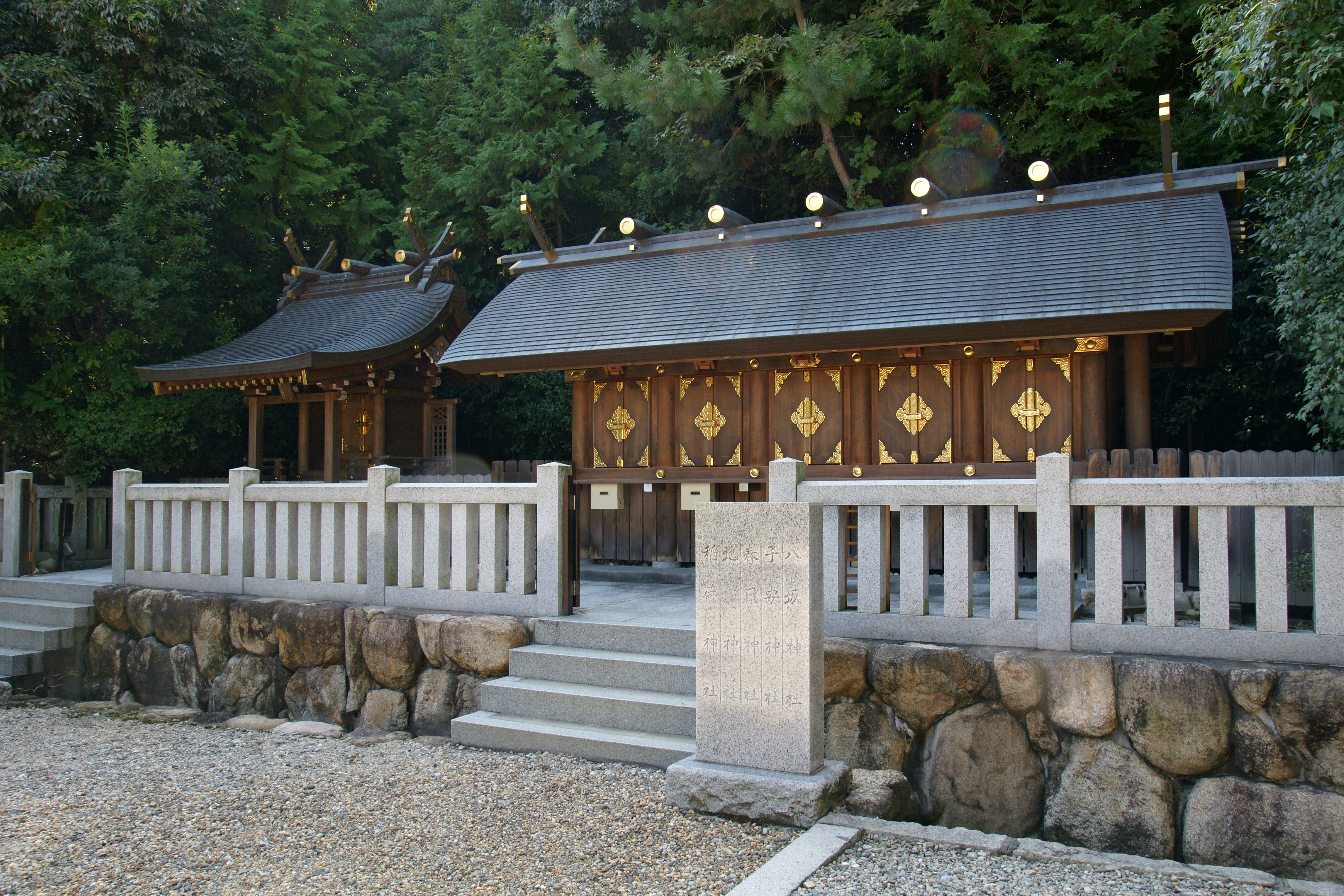
廣田神社の摂社群
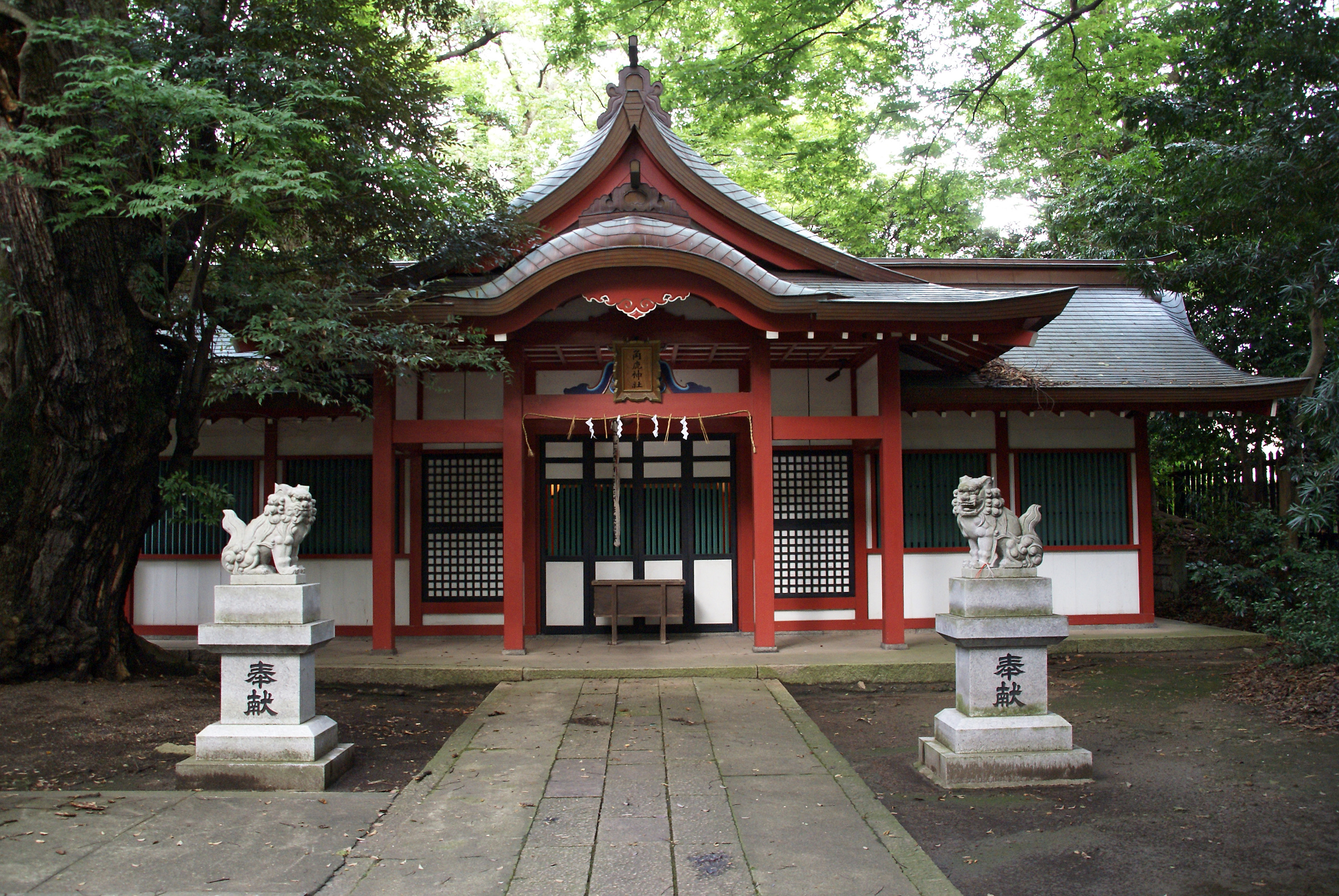
気比神宮の摂社・角鹿神社（式内小社）
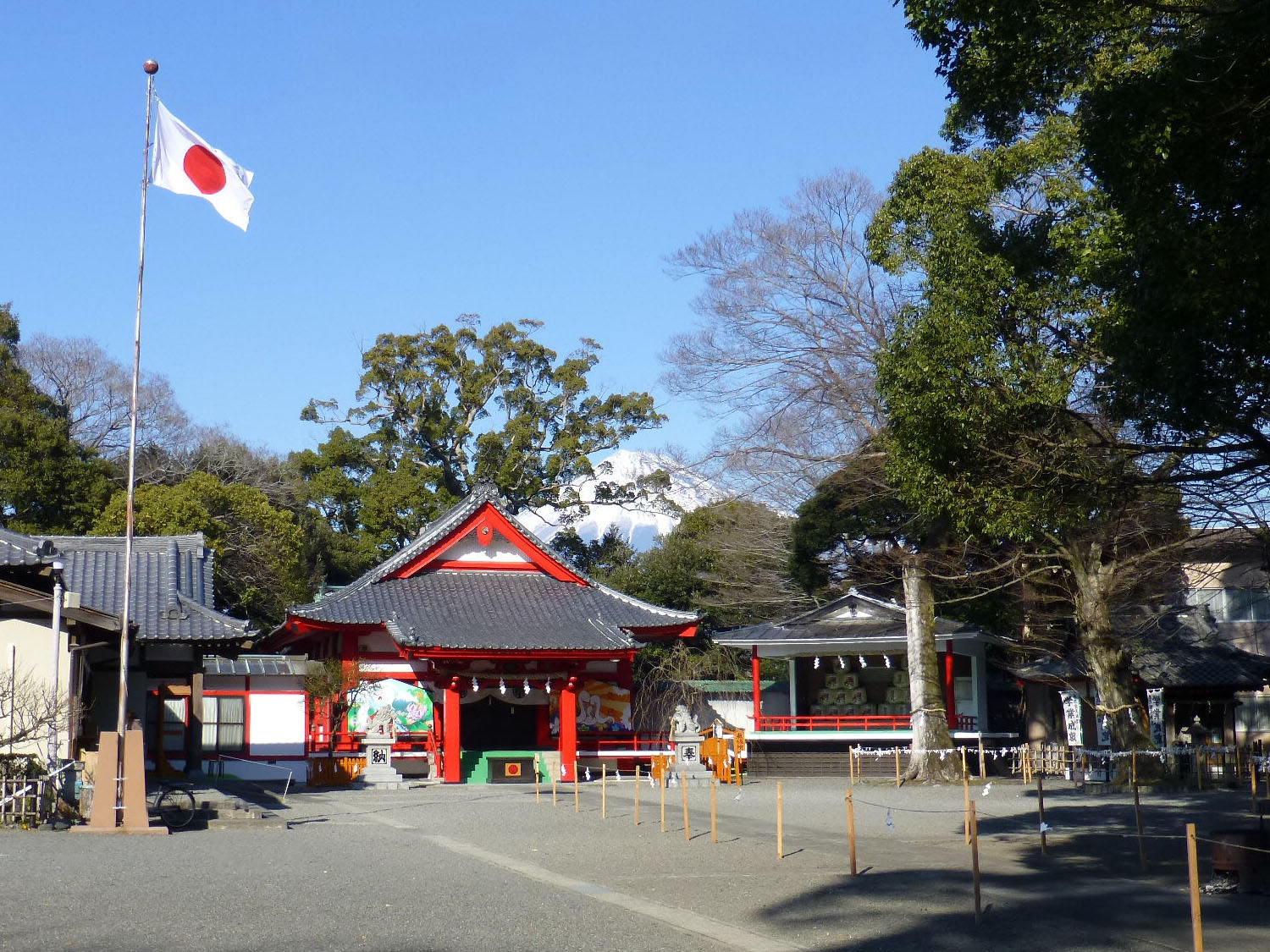
富士山本宮浅間大社の元摂社・米之宮浅間神社
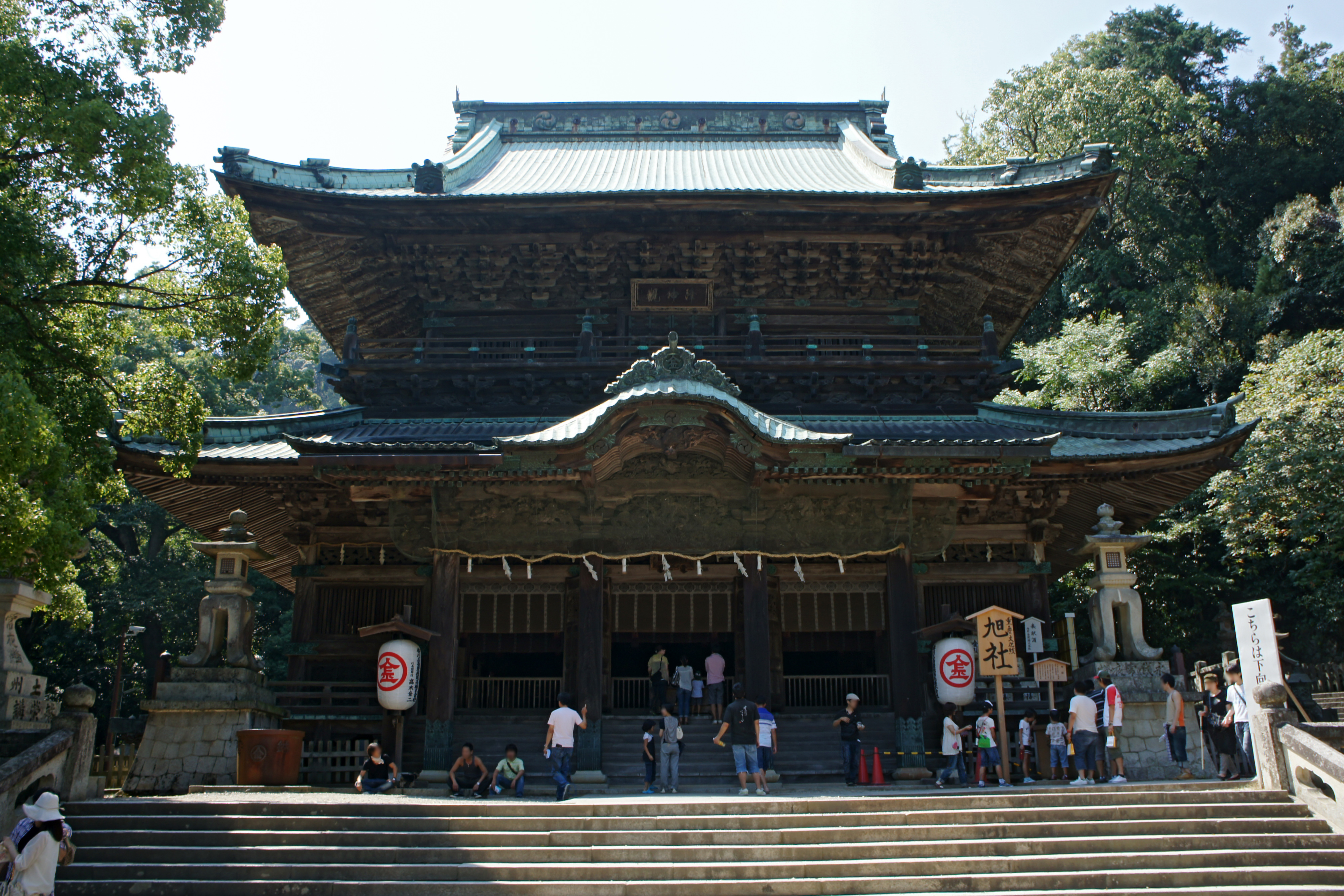
金刀比羅宮の摂社・旭社（重文）
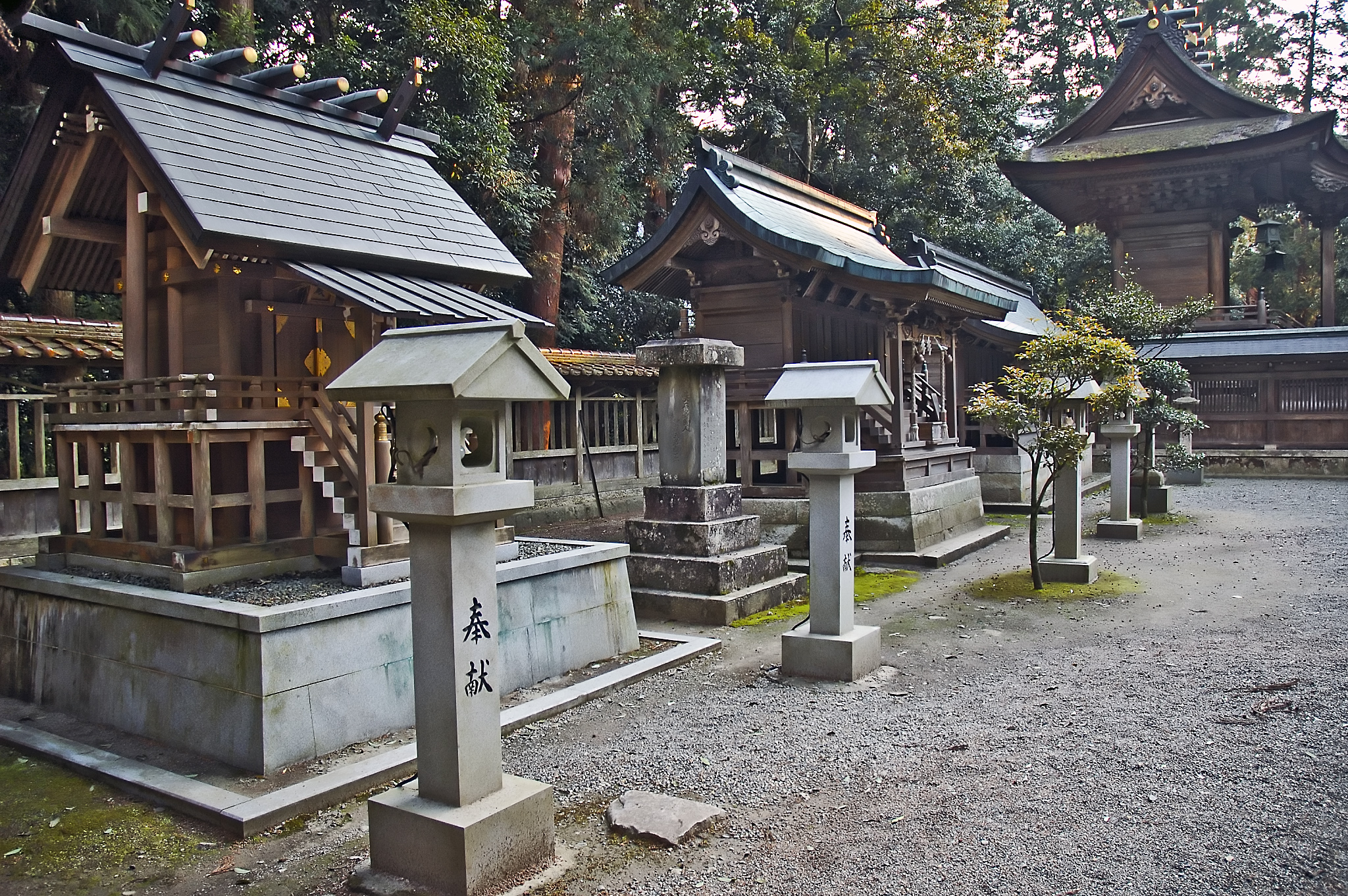
伊和神社の並べる摂社
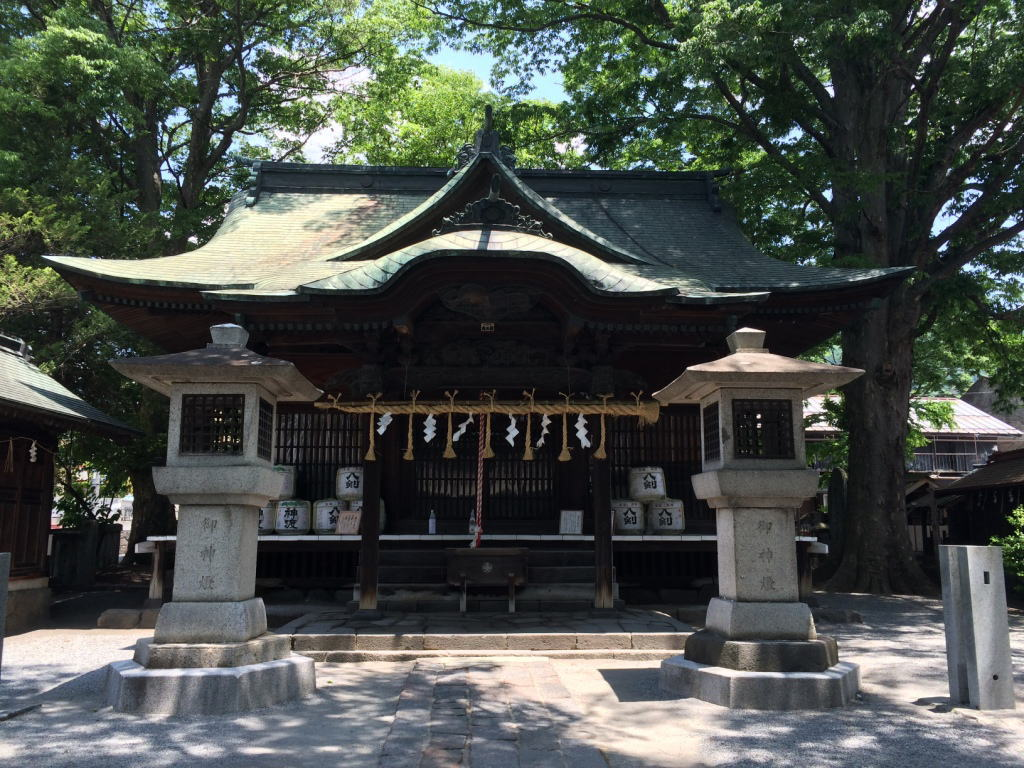
諏訪大社（上社）の境外摂社・八剱神社

### 末社

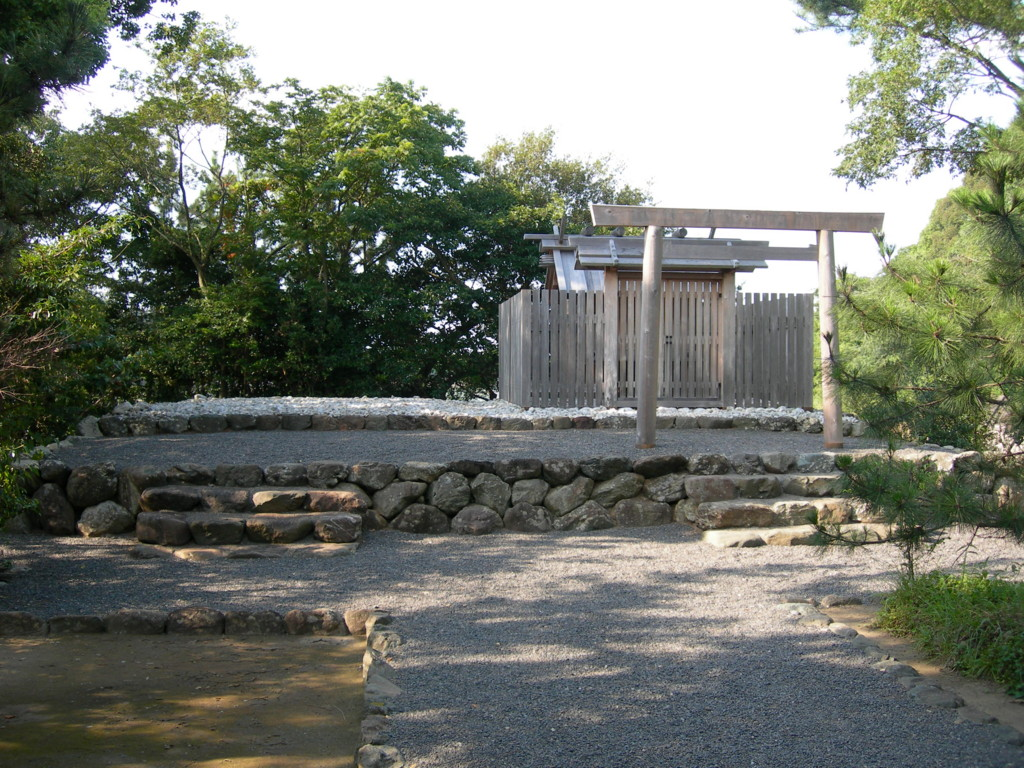
伊勢神宮の末社・鏡宮神社
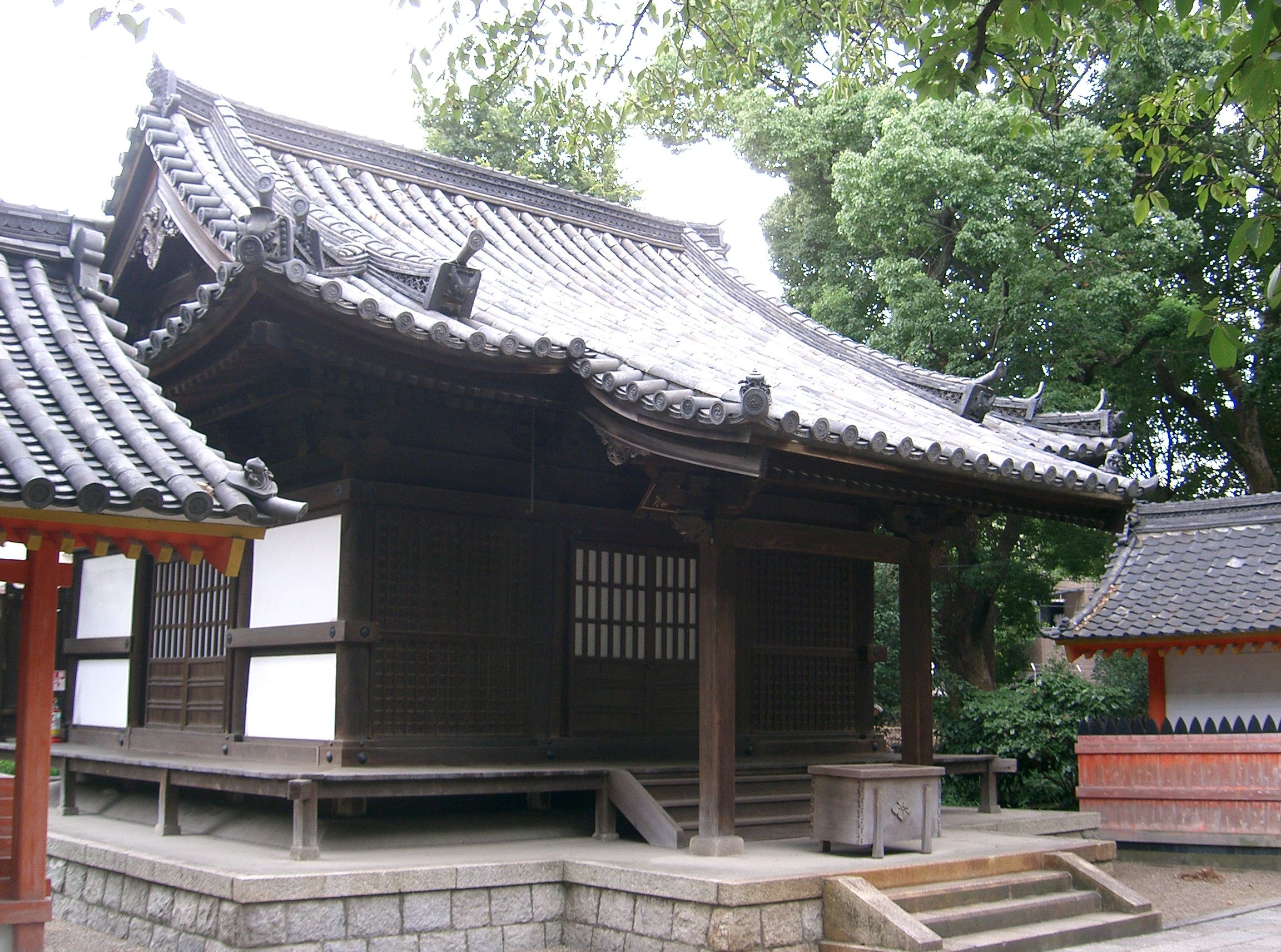
住吉大社の末社・招魂社（重文）
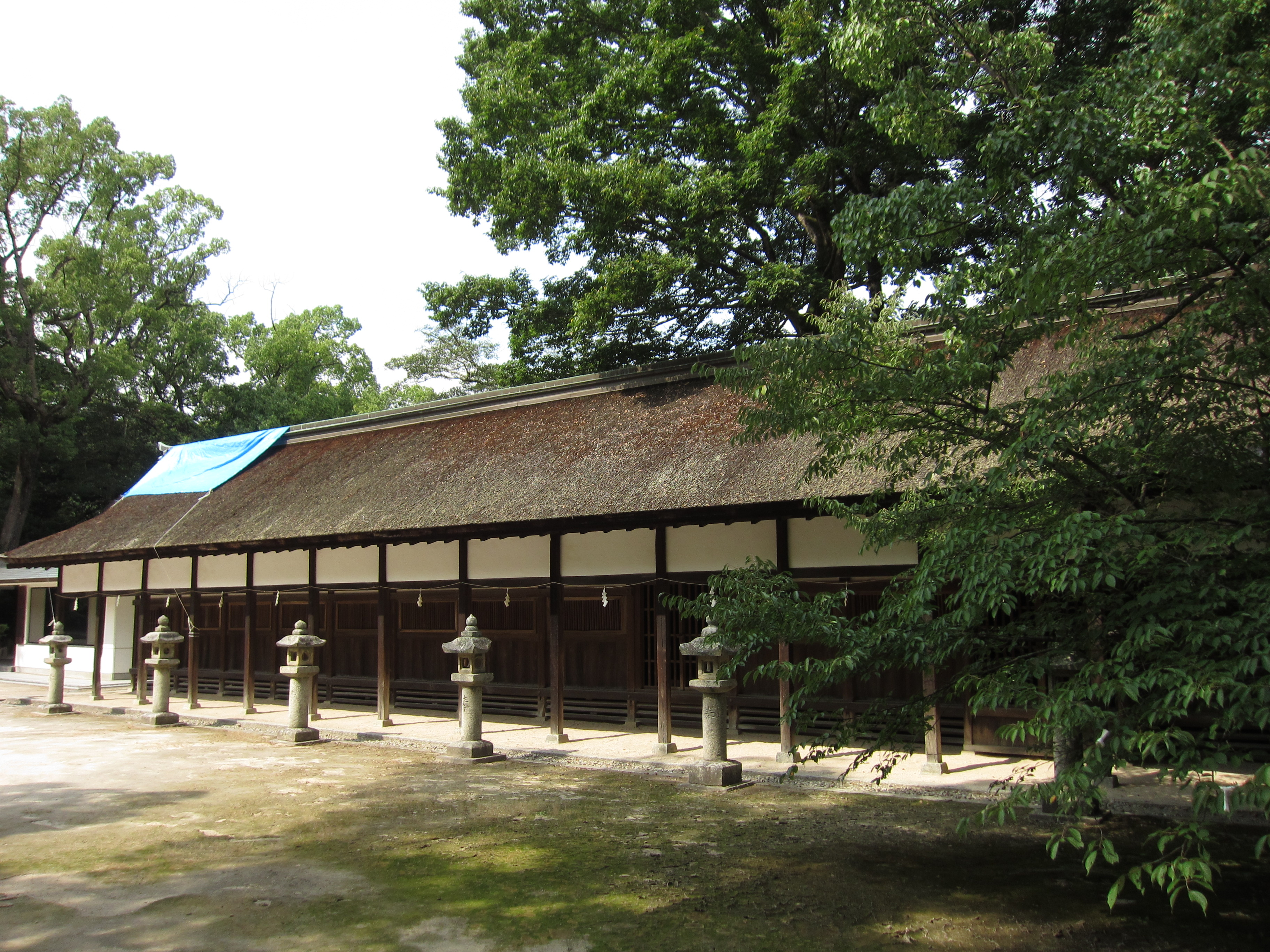
大山祇神社の末社・十七神社
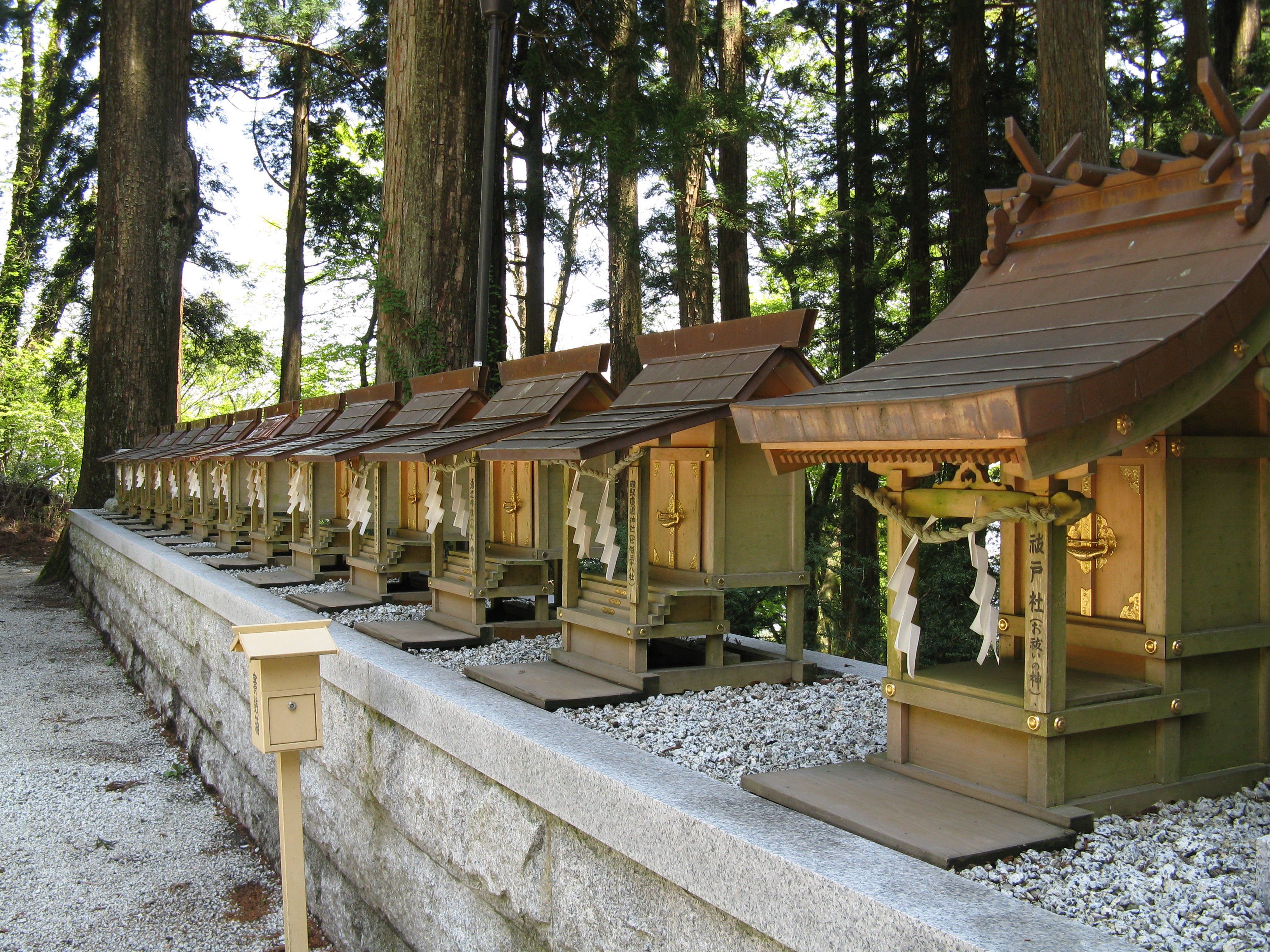
葛木神社の並べる末社
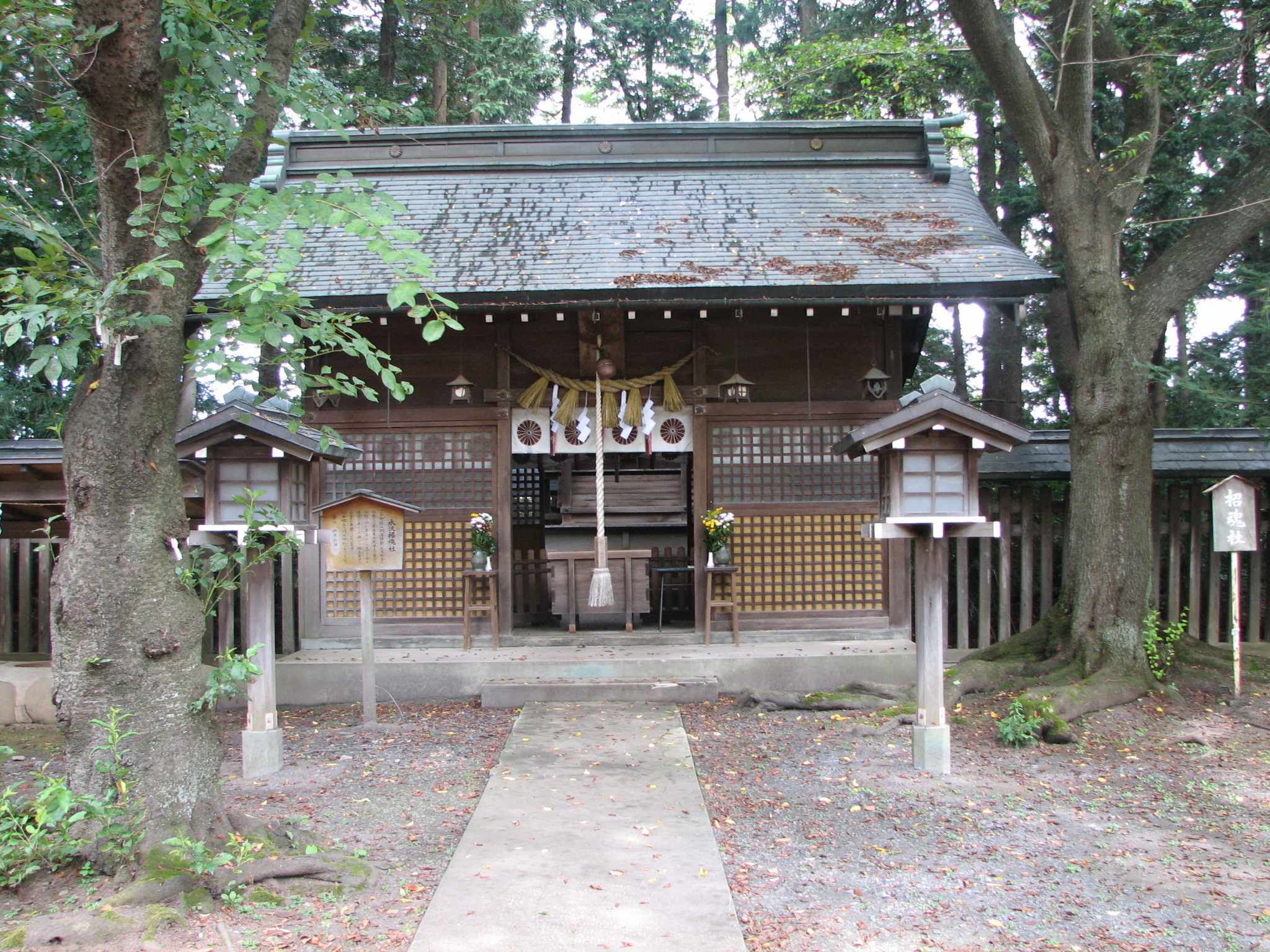
駒形神社の末社・水沢招魂社